# 2020 у кіно
2020 у кіно — огляд подій, що відбулися у 2020 році у кінематографі, у тому числі найкасовіші фільми, церемонії нагородження, фестивалі, а також список фільмів, що вийшли, та список померлих діячів у кіно.

## Події

### Церемонії нагородження
| Дата      | Подія                                                                                   | Організатор | Розташування                           | Дж    |
| --------- | --------------------------------------------------------------------------------------- | --- | -------------------------------------- | ----- |
| 5 січня   | 77-ма церемонія вручення нагород премії «Золотий глобус»                                | Голлівудська асоціація іноземної преси                                                                                  | Беверлі-Гіллз, Каліфорнія, США         |       |
| 27 січня  | 25-та церемонія вручення премії «Люм'єр»                                                | Академія «Люм'єр» | Париж, Франція                         |       |
| 1 лютого  | 10-та церемонія вручення нагород премії «Магрітт»                                       | Академія Андре Дельво                                                                                                   | Брюссель, Бельгія                      |       |
| 2 лютого  | 73-тя церемонія вручення нагород БАФТА у кіно                                           | Британська академія телебачення та кіномистецтва                                                                        | Лондон, Англія, Велика Британія        |       |
| 9 лютого  | 92-га церемонія вручення премії «Оскар»                                                 | Академія кінематографічних мистецтв і наук                                                                              | Голлівуд, Каліфорнія, США              |       |
| 28 лютого | 45-та церемонія вручення нагород премії «Сезар»                                         | Академія мистецтв та технологій кінематографа                                                                           | Париж, Франція                         |       |
| 3 травня  | 4-та церемонія вручення нагород української національної кінопремії «Золота дзиґа»      | Українська кіноакадемія                                                                                                 | Київ, Україна                          | [ 1 ] |
| 6 травня  | 39-та Гонконзька кінопремія                                                             | Hong Kong Film Awards Association Ltd.                                                                                  | Гонконгський культурний центр, Гонконг |       |
| 22 жовтня | 3-тя церемонія вручення нагород української національної премії кінокритиків «Кіноколо» | Спілка кінокритиків України, Асоціація «Сприяння розвитку кінематографа в Україні — дивись українське!», Артхаус Трафік | Київ, Україна                          |       |
| 12 грудня | 33-тя церемонія вручення премії Європейської кіноакадемії                               | Європейська кіноакадемія                                                                                                | Севілья, Іспанія                       |       |

### Фестивалі
| Дата                  | Подія                                                                                 | Організатор                                                                                   | Розташування                                                                 | Дж     |
| --------------------- | ------------------------------------------------------------------------------------- | --------------------------------------------------------------------------------------------- | ---------------------------------------------------------------------------- | ------ |
| 20 лютого – 1 березня | 70-й щорічний Берлінський міжнародний кінофестиваль                                   | Берлінський міжнародний кінофестиваль                                                         | Берлін, Німеччина                                                            |        |
| 21 — 27 квітня        | Онлайн-фестиваль європейського кіно                                                   | Представництво Європейського Союзу в Україні спільно з європейськими культурними інституціями | Україна                                                                      | [ 2 ]  |
| 24 квітня — 3 травня  | 17 Міжнародний фестиваль документального кіно про права людини Docudays UA            |                                                                                               | Україна, онлайн                                                              | [ 3 ]  |
| 16 травня             | IV Міжнародний кінофестиваль «БРУКІВКА»                                               | Андрій Заєць                                                                                  | [Архівовано 21 грудня 2021 у Wayback Machine.]                               | [ 4 ]  |
| 29 травня – 7 червня  | «Ми єдині: глобальний кінофестиваль» (We Are One: A Global Film Festival)             | Tribeca Enterprises, YouTube                                                                  | [Архівовано 7 травня 2020 у Wayback Machine.]                                | [ 5 ]  |
| 29 травня – 7 червня  | VII Фестиваль мистецтва кіно для дітей та підлітків «Чілдрен Кінофест»                | «Артхаус Трафік»                                                                              | онлайн [Архівовано 4 грудня 2017 у Wayback Machine.] (понад 20 міст України) | [ 6 ]  |
| 30 травня — 7 червня  | 49-й Київський міжнародний кінофестиваль «Молодість»                                  | Київський міжнародний кінофестиваль «Молодість»                                               | Київ, Україна                                                                | [ 7 ]  |
| 19 – 28 червня        | фестиваль Четвертий Тиждень швейцарського кіно                                        | Посольство Швейцарії в Україні та компанія Arthouse Traffic                                   | на сайті swissfilm.org.ua                                                    | [ 8 ]  |
| 22 – 23 червня        | Кінофестиваль «Відкрита ніч. Дубль 23»                                                | «Іллєнко Михайло Герасимович»                                                                 | Арт причал, Київ, 100 майданчиків України та закордоння                      | [ 9 ]  |
| 2 – 12 вересня        | 77-й щорічний Венеційський кінофестиваль                                              | Венеційський кінофестиваль                                                                    | Венеція, Італія                                                              | [ 10 ] |
| 12 – 19 вересня       | I Міжнародний фестиваль етнографічного та антропологічного документального кіно «ОКО» | ГО «ОКО» (Об'єднання креативних особистостей)                                                 | с. Криничне Болградського району Одеської області, онлайн-формат, Україна    | [ 11 ] |
| 18 – 26 вересня       | 68-й Міжнародний кінофестиваль у Сан-Себастьяні                                       | Міжнародний кінофестиваль у Сан-Себастьяні                                                    | Сан-Себастьян, Іспанія                                                       | [ 12 ] |
| 25 вересня – 3 жовтня | 11-й Одеський міжнародний кінофестиваль                                               | Одеський міжнародний кінофестиваль                                                            | Одеса, онлайн-формат, Україна                                                | [ 13 ] |
| 27 — 29 жовтня        | 73-й щорічний Каннський міжнародний кінофестиваль                                     | Каннський кінофестиваль                                                                       | Канни, Франція                                                               | [ 14 ] |
| 12 – 15 листопада     | 9-й Трускавецький міжнародний кінофестиваль «Корона Карпат»                           | ГО "Кінофестиваль «Корона Капат»                                                              | Трускавець, Україна                                                          | [ 15 ] |

## Фільми

### Поквартальний календар
Нижче наведені таблиці фільмів відсортованих відносно дати виходу в прокат в Україні.
Відомості взяті з таких джерел:
- Сайти вітчизняних дистриб'юторів: B&H Film Distribution Company [Архівовано 9 серпня 2017 у Archive.is], Ukrainian Film Distribution [Архівовано 16 січня 2020 у Wayback Machine.], Кіноманія [Архівовано 30 липня 2011 у Wayback Machine.] та Артхаус Трафік [Архівовано 7 квітня 2022 у Wayback Machine.]
- Сайти kino-teatr.ua [Архівовано 6 червня 2020 у Wayback Machine.], kinofilms.com.ua [Архівовано 16 лютого 2016 у Wayback Machine.] та multikino.com.ua [Архівовано 14 грудня 2011 у Wayback Machine.]

#### Січень— Березень
| Прем'єра        | Прем'єра | Назва                                                          | Країна                                      | Творці й актори | Жанр                                                       | Дистр.         | Дж.                                      |
| --------------- | -------- | -------------------------------------------------------------- | ------------------------------------------- | --- | ---------------------------------------------------------- | -------------- | ---------------------------------------- |
| С І Ч Е Н Ь     | 1        | «Щасливого Різдва»                                             | США · Велика Британія                       | Режисер: Пол Фейґ; Продюсери: Ерік Баєр, Джессі Гендерсон, Девід Лівінґстон, Емма Томпсон; Сценарій: Брьоні Кіммінґс, Емма Томпсон; Актори: Емілія Кларк, Генрі Голдінг, Мішель Єо, Емма Томпсон                                               | романтична кінокомедія                                     | B&H            |                                          |
| С І Ч Е Н Ь     | 1        | «Кафе бажань»                                                  | Франція                                     | Режисер: Ніколя Бедос; Продюсери: Дені Пано-Валенсьєн, Франсуа Краус; Сценарій: Ніколя Бедос; Актори: Фанні Ардан, Гійом Кане, Данієль Отей, Дорія Тільє                                                                                       | драмедія                                                   | Вольга Україна |                                          |
| С І Ч Е Н Ь     | 1        | «Пекельна Хоругва, або Різдво Козацьке»                        | Україна                                     | Режисер: Міша Костров; Продюсер: Євгеній Д'яченко; Сценарій: Сашко Лірник; Актори: Костянтин Лінартович, Григорій Бакланов, Леся Самаєва, Володимир Задніпровський, Діана Розовлян, Арам Арзуманян                                             | фентезі                                                    | UFD            |                                          |
| С І Ч Е Н Ь     | 2        | «Червоні черевички та семеро гномів»                           | Південна Корея                              | Режисер: Хонг Сонг-хо; Продюсери: Суджін Хван, Хен Сон Кім; Сценарій: Хонг Сонг-хо; Актори: Хлоя Морец, Сем Клафлін, Джина Гершон | комедія, мелодрама, мультфільм, пригоди, сімейний, фентезі | Кіноманія      |                                          |
| С І Ч Е Н Ь     | 2        | «Він і вона»                                                   | Франція · Бельгія                           | Режисер: Седрік Клапіш; Продюсери: Седрік Клапіш, Бруно Леві; Сценарій: Седрік Клапіш, Сантьяго Амігорена; Актори: Франсуа Сівіль, Ана Жирардо                                                                                                 | драмедія                                                   | Svoe Kino      |                                          |
| С І Ч Е Н Ь     | 9        | «Дулітл»                                                       | США · КНР · Велика Британія                 | Режисер: Стівен Гаган; Продюсери: Джефф Кіршенбаум, Сьюзен Дауні, Джо Рот; Сценарій: Стівен Гаган; Актори: Роберт Дауні, Антоніо Бандерас, Майкл Шин, Селена Гомес                                                                             | комедія, пригоди, сімейний, фентезі                        | B&H            |                                          |
| С І Ч Е Н Ь     | 9        | «Гламурний бізнес»                                             | США                                         | Режисер: Мігель Артета; Продюсери: Марк Еванс, Пітер Принсіпато, Ітаї Рейс, Джоель Задак; Сценарій: Сем Пітман, Адам Коул-Келлі; Актори: Роуз Бірн, Сальма Гаєк, Тіффані Геддіш                                                                | комедія                                                    | B&H            |                                          |
| С І Ч Е Н Ь     | 9        | «Під водою»                                                    | США                                         | Режисер: Вільям Юбенк; Продюсери: Тоня Девіс, Дженно Топпінг, Пітер Чернін; Сценарій: Браян Даффілд, Адам Козад; Актори: Крістен Стюарт, Венсан Кассель, Джессіка Генвік                                                                       | бойовик, горор                                             | UFD            |                                          |
| С І Ч Е Н Ь     | 9        | «Пінгвінчик Пороро: Космічні пригоди»                          | Південна Корея                              | Режисер: Пак Йон Гюн; Продюсери: ; Сценарій: ; Актори: Ли Сон, Ли Ми-джа, Хам Су-джон | мультфільм, пригоди, фентезі                               | Каскад Україна |                                          |
| С І Ч Е Н Ь     | 16       | «Віддана»                                                      | Україна                                     | Режисер: Христина Сиволап; Продюсери: Надія Зайончковська; Сценарій: Аліна Семерякова, Софія Андрухович; Актори: Маріанна Янушевич, Алеся Романова, Роман Луцький                                                                              | драма, історія, мелодрама, фентезі                         | Вольга Україна |                                          |
| С І Ч Е Н Ь     | 16       | «Судити по совісті»                                            | США                                         | Режисер: Дестін Креттон; Продюсери: Гіл Неттер, Ашер Голдстейн, Майкл Б. Джордан; Сценарій: Дестін Креттон, Ендрю Ланем; Актори: Брі Ларсон, Тім Блейк Нельсон, Майкл Б. Джордан                                                               | драма                                                      | Кіноманія      |                                          |
| С І Ч Е Н Ь     | 16       | «Мої думки тихі»                                               | Україна                                     | Режисер: Антоніо Лукіч; Продюсери: Алла Біла, Дмитро Суханов; Сценарій: Антоніо Лукіч, Валерія Кальченко; Актори: Ірма Вітовська, Андрій Лідаговський                                                                                          | драмедія                                                   | Артхаус Трафік |                                          |
| С І Ч Е Н Ь     | 16       | «Прокляття»                                                    | США · Канада                                | Режисер: Ніколас Песке; Продюсери: Сем Реймі, Роберт Таперт; Сценарій: Николас Песке; Актори: Андреа Райзборо, Деміан Бічір, Джон Чо | жахи                                                       | B&H            |                                          |
| С І Ч Е Н Ь     | 16       | «Хто тобі доктор?»                                             | Франція                                     | Режисер: Трістан Сегела; Продюсери: Бруно Нахон, Каролайн Натаф; Сценарій: Джим Бірман, Трістан Сегела; Актори: Мішель Блан, Хакім Джемілі, Шаблон:Солен Ріго                                                                                  | комедія                                                    | Svoe Kino      |                                          |
| С І Ч Е Н Ь     | 16       | «Феї і таємниця країни драконів» / Bayala: A Magical Adventure | ,                                           | Режисери: Айна Ярвін, Федеріко Мілелла; Продюсер: Емелі Крістіанс; Сценарій: Памела Гіккі, Джеффрі Гілтон, Денніс МакКой, Джо Вітале, Ванесса Вальдер; Актори: Медісон Маллагі, Франциска Фріде                                                | мультфільм, пригоди, фентезі                               | UFD            |                                          |
| С І Ч Е Н Ь     | 23       | «Погані хлопці назавжди»                                       | США · Мексика                               | Режисери: Аділь Ель Арбі, Білал Фалла; Продюсери: Джеррі Брукгаймер, Вілл Сміт, Даг Белград; Сценарій: Джо Карнаган, Кріс Бремнер, Пітер Крейг; Актори: Вілл Сміт, Мартін Ловренс, Ванесса Енн Гадженс                                         | бойовик, комедія                                           | B&H            |                                          |
| С І Ч Е Н Ь     | 23       | «Кролик Джоджо»                                                | ,                                           | Режисер: Тайка Вайтіті; Продюсери: Кертью Ніл, Тайка Вайтіті, Челсі Вінстенлі; Сценарій: Тайка Вайтіті; Актори: Стівен Мерчант, Ребел Вілсон, Скарлетт Йоганссон                                                                               | військовий, драма, комедія                                 | UFD            |                                          |
| С І Ч Е Н Ь     | 23       | «Баранчик Шон: Фермагеддон»                                    | ,                                           | Режисер: Вілл Бечер, Річард Фелан; Продюсери: Пол Кьюлі; Сценарій: Марк Бертон, Джон Браун; Актори: Джастін Флетчер, Джон Спаркс, Амалія Вітале                                                                                                | комедія, мультфільм, пригоди, сімейний, фентезі            | Вольга Україна |                                          |
| С І Ч Е Н Ь     | 23       | «Угода з потойбічним» / The Assent                             | США                                         | Режисер: Тео Піррі; Продюсери: Егуд Блейберг, Денні Дімборт; Сценарій: Тео Піррі; Актори: Роберт Казінскі, Пітер Джейсон, Флоренс Фейвр | жахи, трилер                                               | MMD UA         |                                          |
| С І Ч Е Н Ь     | 23       | «Дівчина у лабіринті»                                          | Італія                                      | Режисер: Донато Каррізі; Продюсери: Мауріціо Тотті, Алессандро Усай; Сценарій: Донато Каррізі; Актори: Дастін Гоффман, Тоні Сервілло | трилер                                                     | Svoe Kino      | ,                                        |
| С І Ч Е Н Ь     | 23       | «Екс»                                                          | Україна                                     | Режисер: Сергій Лисенко; Продюсер: Андрій Границя; Сценарій: Ярослав Яріш; Актори: Владислава Глєба, Роман Кривдик, Орест Пастух, Аліна Коваленко                                                                                              | бойовик, історія, пригоди                                  | Кіноманія      |                                          |
| С І Ч Е Н Ь     | 30       | «Наші Котики»                                                  | Україна · США · Канада                      | Режисер: Володимир Тихий; Продюсери: Марко Супрун, Ігор Савиченко, Володимир Тихий, Дмитро Кожема, Степан Бандера-молодший, Уляна Супрун; Сценарій: Володимир Тихий; Актори: Дмитро Тубольцев, Петро Микитюк, Ярослав Федорчук, Михайло Кукуюк | комедія                                                    |                |                                          |
| С І Ч Е Н Ь     | 30       | «Джентльмени»                                                  | США                                         | Режисер: Гай Річі; Продюсери: Гай Річі, Айван Аткінсон, Білл Бло; Сценарій: Гай Річі, Айван Аткінсон, Марн Девіс; Актори: Меттью Мак-Конегі, Чарлі Ганнем, Мішель Докері                                                                       | кримінальна комедія                                        | Вольга Україна |                                          |
| С І Ч Е Н Ь     | 30       | «Маленькі жінки»                                               | США                                         | Режисер: Ґрета Ґервіґ; Продюсери: Робін Свайкорд, Емі Паскаль, Деніз Ді Нові; Сценарій: Ґрета Ґервіґ; Актори: Сірша Ронан, Емма Вотсон, Флоренс П'ю, Меріл Стріп                                                                               | мелодрама                                                  | B&H            |                                          |
| С І Ч Е Н Ь     | 30       | «1917»                                                         | Велика Британія · США                       | Режисер: Сем Мендес; Продюсери: Піппа Гаріс, Салум Макдугал, Сем Мендес; Сценарій: Сем Мендес, Крісті Вілсон-Кернс; Актори: Джордж МакКей, Дін-Чарльз Чепмен, Марк Стронг                                                                      | бойовик, військовий, драма, історія                        | B&H            |                                          |
| С І Ч Е Н Ь     | 30       | «Playmobil: Фільм»                                             | Франція · США                               | Режисер: Ліно ДіСальво; Продюсери: Атон Сумах, Димитрій Рассам, Моріц Борман, Олексій Вонарб; Сценарій: Блейз Хемінгуей, Ґрег Ерб, Джейсон Оремленд; Актори: Аня Тейлор-Джой, Деніел Редкліфф, Меган Трейнор, Адам Ламберт                     | комедія, мультфільм, мюзикл, пригоди, сімейний, фентезі    | MMD UA         |                                          |
| Л Ю Т И Й       | 6        | «Хижі пташки (та фантастична Харлі Квін)»                      | США                                         | Режисер: Кеті Янь; Продюсери: Марго Роббі, Сью Кролл, Брайан Анкелесс; Сценарій: Крістіна Годсон; Актори: Марго Роббі, Юен Мак-Грегор, Мері Елізабет Вінстед                                                                                   | бойовик, комедія, кримінал                                 | Кіноманія      |                                          |
| Л Ю Т И Й       | 6        | «Особливі»                                                     | Франція                                     | Режисер: Олів'є Накаш, Ерік Толедано; Продюсер: Ніколя Дуваль Адасовський; Сценарій: Ерік Толедано, Олів'є Накаш; Актори: Венсан Кассель, Реда Катеб, Елен Венсан                                                                              | драмедія                                                   | Svoe Kino      |                                          |
| Л Ю Т И Й       | 6        | «Вікінг Вік» / Vic the Viking and the Magic Sword              | ,                                           | Режисер: Ерік Казес; Продюсери: Надін Момбо, Бенджамін Ей; Сценарій: Ерік Казес, Софі Декруазетт, Фредерік Ленуар, Олівер Хузлі ; Актори: Кен Дакен, Деклан Міле-Хоуелл, Малу Ляйхер                                                           | анімація, екшн, пригоди                                    | Вольга Україна | [ 16 ]                                   |
| Л Ю Т И Й       | 6        | «Портрет дівчини у вогні»                                      | Франція                                     | Режисер: Селін Ск'ямма; Продюсери: Вероніка Кайля, Бенедикт Кувре; Сценарій: Селін Ск'ямма; Актори: Ноемі Мерлан, Адель Енель, Валерія Голіно                                                                                                  | історична драма                                            | Артхаус Трафік |                                          |
| Л Ю Т И Й       | 13       | «Їжак Сонік»                                                   | США · Японія · Канада                       | Режисер: Джефф Фаулер; Продюсери: Ніл Моріц, Такеші Іто, Мік Оніші, Тору Накахара; Сценарій: Патрік Кейсі, Джош Міллер, Орен Уціел; Актори: Бен Шварц, Джеймс Марсден, Тіка Самптер, Наташа Ротвелл, Ніл Макдонаф, Адам Паллі, Джим Керрі      | бойовик, комедія, пригоди, сімейний, фентезі               | B&H            |                                          |
| Л Ю Т И Й       | 13       | «Гола правда»                                                  | Україна                                     | Режисер: Олександр Бєляк; Продюсер: Олександр Бєляк; Сценарій: Олександр Бєляк; Актори: Дмитро Ступка, Ксенія Мішина, Богдан Юсипчук, Слава Камінська, Андрій Джеджула, Ольга Арутюнян, Євген Ламах, Поліна Василина                           | комедія                                                    | Кіноманія      |                                          |
| Л Ю Т И Й       | 13       | «Так близько до горизонту»                                     | Німеччина · Франція                         | Режисер: Тім Трахте; Продюсер: Крістіна Лебберт; Сценарій: Аріана Шредер; Актори: Луна Ведлер, Яннік Шуманн, Луїза Бефорт | мелодрама                                                  | Вольга Україна |                                          |
| Л Ю Т И Й       | 13       | «Острів фантазій»                                              | США                                         | Режисер: Джефф Водлов; Продюсери: Джейсон Блюм, Марк Тоберов, Джефф Водлов; Сценарій: Джефф Водлов, Кріс Роуч, Джилліан Джейкобс; Актори: Майкл Пенья, Меггі К'ю, Люсі Гейл                                                                    | жахи, трилер, фантастика                                   | B&H            |                                          |
| Л Ю Т И Й       | 13       | «Сенсація»                                                     | США · Канада                                | Режисер: Джей Роуч; Продюсери: Чарльз Рендольф, А. Дж. Дікс, Джей Роуч, Маргарет Райлі; Сценарій: Чарльз Рендольф; Актори: Шарліз Терон, Ніколь Кідман, Марго Роббі                                                                            | біографія, драма                                           | UFD            |                                          |
| Л Ю Т И Й       | 13       | «Мій пес Ідіот»                                                | Франція · Бельгія                           | Режисер: Іван Атталь; Продюсери: Вінсент Роджет, Жорж Керн, Флоріан Генет-Морель; Сценарій: Дін Крейг, Іван Атталь, Яель Лангманн; Актори: Іван Атталь, Шарлотта Генсбур                                                                       | комедія                                                    | Svoe Kino      |                                          |
| Л Ю Т И Й       | 20       | «Поклик пращурів»                                              | США                                         | Режисер: Кріс Сандерс; Продюсери: Джеймс Менголд, Ервін Стофф; Сценарій: Майкл Ґрін; Актори: Гаррісон Форд, Ден Стівенс, Омар Сі, Карен Ґіллан                                                                                                 | драма, пригоди, сімейний                                   | UFD            |                                          |
| Л Ю Т И Й       | 20       | «Перекладачі»                                                  | Франція · Бельгія                           | Режисер: Режис Роінсард; Продюсер: Ален Аттал; Сценарій: ; Актори: Алекс Лотер, Ламбер Вільсон, Ольга Куриленко, Ріккардо Скамарчо | трилер                                                     | ParakeeT film  |                                          |
| Л Ю Т И Й       | 20       | «Пухнасті бешкетники»                                          | Німеччина                                   | Режисери: Мімі Мейнард, Регіна Велкер, Ніна Вельс; Продюсери: Ян Гуссен, Ліліан Клагес, Марк Мертенс, Джеспер Меллер, Томас Г. Мюллер; Сценарій: Мартін Бенке, Андреа Депперт; Актори: Ешлі Борнансін, Денні Фехсенфельд, Леслі Л. Міллер      | комедія, мультфільм, пригоди, сімейний                     | Svoe Kino      |                                          |
| Л Ю Т И Й       | 20       | «Ланцюг убивств»                                               | США                                         | Режисер: Кен Санзел; Продюсери: Гері Прейслер, Пол Герцберг, Ненсі Фернандес, Ґерман Майкл Торрес, Дієго Ф. Рамірес; Сценарій: Кен Санзел; Актори: Ніколас Кейдж, Анабел Акоста, Алімі Баллард                                                 | бойовик, трилер                                            | Кіноманія      |                                          |
| Л Ю Т И Й       | 20       | «Правдива історія банди Келлі»                                 | Австралія · Велика Британія · Франція       | Режисер: Джастін Курзель; Продюсери: Ліз Ваттс, Гал Фогель, Джастін Курзель, Пол Ранфорд; Сценарій: Шон Грант; Актори: Джордж МакКей, Рассел Кроу, Ніколас Голт                                                                                | біографія, вестерн, драма, кримінал                        | Вольга Україна |                                          |
| Л Ю Т И Й       | 20       | «Річард Джуелл»                                                | США                                         | Режисер: Клінт Іствуд; Продюсери: Леонардо ДіКапріо, Джона Гілл, Клінт Іствуд; Сценарій: Біллі Рей; Актори: Олівія Вайлд, Сем Роквелл, Кеті Бейтс                                                                                              | біографія, драма                                           | Кіноманія      |                                          |
| Л Ю Т И Й       | 20       | «Робота без авторства»                                         | Німеччина · Італія                          | Режисер: Флоріан Генкель фон Доннерсмарк; Продюсери: Квірин Берг, Флоріан Генкель фон Доннерсмарк, Жан Мойто, Макс Відерманн; Сценарій: Флоріан Генкель фон Доннерсмарк; Актори: Том Шиллінг, Себастьян Кох, Паула Бір                         | історія, мелодрама, трилер                                 | Артхаус Трафік |                                          |
| Л Ю Т И Й       | 20       | «Гретель і Гензель»                                            | Канада · Ірландія · США · ПАР               | Режисер: Оз Перкінс; Продюсери: Браян Кавано-Джонс, Фред Бергер; Сценарій: Роб Хейс; Актори: Софія Лілліс, Чарльз Бабалола, Аліса Кріге | жахи, трилер, фентезі                                      | MMD UA         |                                          |
| Л Ю Т И Й       | 27       | «Черкаси»                                                      | Україна                                     | Режисер: Тимур Ященко; Продюсери: Марта Лотиш, Ірина Клименко; Сценарій: Тимур Ященко, Роберт Квільман; Актори: Дмитро Сова, Роман Семисал | воєнна драма                                               | MMD UA         |                                          |
| Л Ю Т И Й       | 27       | «Людина-невидимка»                                             | Австралія · США · Канада · Велика Британія  | Режисер: Лі Воннелл; Продюсери: Джейсон Блюм, Кайлі дю Фресне; Сценарій: Лі Воннелл; Актори: Елізабет Мосс, Елдіс Годж, Сторм Рейд | детектив, жахи, трилер, фантастика                         | B&H            |                                          |
| Л Ю Т И Й       | 27       | «Стволи Акімбо»                                                | Велика Британія · Німеччина · Нова Зеландія | Режисер: Джейсон Лей Хоуден; Продюсери: Феліпе Маріно, Джо Нейраутер, Том Херн; Сценарій: Джейсон Лей Хоуден; Актори: Денієл Редкліфф, Самара Вівінг, Наташа Лю Бордіцо                                                                        | бойовик, комедія                                           | UFD            |                                          |
| Л Ю Т И Й       | 27       | «Казки магічного міста: Дерево бажань» / The Wishmas Tree      | Австралія                                   | Режисер: Рікард Куссо; Продюсери: Надін Бейтс, Крістен Сувліс, Райан Гривз; Сценарій: Петро Іван, Райан Гривз; Актори: Міранда Тапселл, Росс Ноубл, Кейт Мерфі                                                                                 | анімація                                                   | UFD            | [ 17 ]                                   |
| Л Ю Т И Й       | 27       | «Офіцер і шпигун»                                              | Франція · Італія                            | Режисер: Роман Полянський; Продюсер: Ален Голдман; Сценарій: Роберт Гарріс, Роман Полянський; Актори: Жан Дюжарден, Луї Гаррель, Еммануель Сеньє                                                                                               | драма, історія, трилер                                     | Кіноманія      |                                          |
| Л Ю Т И Й       | 27       | «Проти всіх ворогів: Історія Джин Сіберг»                      | Велика Британія · США                       | Режисер: Бенедікт Ендрюс; Продюсери: Марина Актон, Фред Бергер, Кейт Гарвуд, Стівен Хопкінс, Брайан Кавано-Джонс, Бредлі Пільц, Алан Річсон; Сценарій: Джо Шрапнель, Анна Вотерхаус; Актори: Крістен Стюарт, Зазі Бітц, Марґарет Кволлі        | біографія, драма, трилер                                   | Артхаус Трафік |                                          |
| Б Е Р Е З Е Н Ь | 5        | «Уперед»                                                       | США                                         | Режисер: Ден Скенлон; Продюсер: Корі Ра; Сценарій: Ден Скенлон, Джейсон Хедлі, Кіт Бунін; Актори: Том Голланд, Кріс Пратт, Джулія Луї-Дрейфус, Октавія Спенсер                                                                                 | комедія, мультфільм, пригоди, сімейний, фентезі            | Кіноманія      |                                          |
| Б Е Р Е З Е Н Ь | 5        | «Побачення у Вегасі»                                           | Україна                                     | Режисер: Сергій Вейн; Продюсери: Станіслав Тіунов; Сценарій: Олександр Щур; Актори: Микита Бичков - Андрієвський, Марина Д'яконенко, Оля Полякова, Володимир Остапчук, Вадим Галигін, Михайло Кукуюк, Вова зі Львова, Ерік Робертс             | комедія                                                    | Вольга Україна |                                          |
| Б Е Р Е З Е Н Ь | 5        | «Емма»                                                         | Велика Британія                             | Режисер: Отем де Вайлд; Продюсери: Тім Беван, Ерік Фелнер, Грем Бродбент, Піт Чернінін; Сценарій: Елеанор Каттон; Актори: Аня Тейлор-Джой, Міа Гот, Білл Наї                                                                                   | драмедія                                                   | B&H            |                                          |
| Б Е Р Е З Е Н Ь | 5        | «Гарячі матусі»                                                | Франція · Бельгія                           | Режисер: Аксель Лаффон; Продюсери: Жульєн Медон; Сценарій: Аксель Лаффон, Лілу Фоглі; Актори: Вірджинія Ледоєн, Флоренція Томассін, Аксель Лаффон                                                                                              | комедія                                                    | ParakeeT film  |                                          |
| Б Е Р Е З Е Н Ь | 5        | «#ящетут»                                                      | Франція · Бельгія                           | Режисер: Ерік Лартіго; Продюсери: Йон-Сеок Нам, Едуард Вейл; Сценарій: Тома Бідеґен, Ерік Лартіго; Актори: Ален Шаба, Пе Ду На, Іліан Бергала                                                                                                  | комедія                                                    |                |                                          |
| Б Е Р Е З Е Н Ь | 5        | «Однієї чарівної ночі»                                         | Франція · Бельгія · Люксембург              | Режисер: Крістоф Оноре; Продюсери: Філіп Мартін, Девід Тіон; Сценарій: Крістоф Оноре; Актори: К'яра Мастроянні, Камілль Коттен, Венсан Лакост                                                                                                  | комедія                                                    | Артхаус Трафік |                                          |
| Б Е Р Е З Е Н Ь | 5        | «Леонардо Да Вінчі. Незвідані світи»                           | Італія                                      | Режисер: Хесус Гарсес Ламберт; Продюсери: Косетта Лагані, Мауріціо Манні; Сценарій: Олів'єро Дель Папа, Козетта Лагані, Міріам Мосетті, Сара Мосетті, Марчелло Олів'єрі; Актори: Лука Арджентеро, Анжела Фонтана, Массімо Де Лоренцо           | біографія                                                  |                |                                          |
| Б Е Р Е З Е Н Ь | 12       | «Бладшот»                                                      | США                                         | Режисер: Девід С. Ф. Вілсон; Продюсери: Ніл Х. Моріц, Тобі Яффе, Дінеш Шамдасані, Він Дизель; Сценарій: Джефф Водлов, Ерік Гейссерер; Актори: Він Дізель, Ейса Гонсалес, Сем Хьюен, Тобі Кеббелл, Гай Пірс                                     |                                                            |                | Прем'єру перенесено на невизначену дату. |

#### Квітень— Червень
| Прем'єра      | Прем'єра | Назва                                                    | Країна                            | Творці й актори | Жанр                                          | Дистр.                      | Дж.                                      |
| ------------- | -------- | -------------------------------------------------------- | --------------------------------- | --- | --------------------------------------------- | --------------------------- | ---------------------------------------- |
| К В І Т Е Н Ь | 2        | «Мій шпигун»                                             | США                               | Режисер: Пітер Сігал; Продюсери: Дейв Батіста, Пітер Сігал, Кріс Бендер, Джейк Вайнер, Джонатан Мейснер, Гігі Прітцкер; Сценарій: Джон Гобер, Еріх Гобер; Актори: Дейв Батиста, Хлоя Коулман, Крістен Шаал, Кен Джонг | комедія, бойовик                              |                             | Прем'єру перенесено на невизначену дату. |
| К В І Т Е Н Ь | 2        | «Нові мутанти»                                           | США                               | Режисер: Джош Бун; Продюсери: Саймон Кінберг, Карен Розенфельт, Лорен Шулер; Сценарій: Джош Бун, Нейт Лі; Актори: Аня Тейлор-Джой, Мейсі Вільямс, Блу Гант, Алісе Брага |                                               |                             | Прем'єру перенесено на невизначену дату. |
| К В І Т Е Н Ь | 2        | «Тарас. Повернення»                                      | Україна                           | Режисер: Олександр Денисенко; Продюсери: Володимир Філіппов, Андрій Суярко, Алла Овсяннікова, Олександр Коваленко, Сергій Азімов, Дарія Азімова, Андрій Осіпов, Андрій Полікашкін; Сценарій: Олександр Денисенко; Актори: Борис Орлов, Роман Луцький, Богдан Бенюк, Олександр Пожарський Олег Волощенко, Ганна Топчій, Олег Волощенко | історичний, романтичний істерн                |                             |                                          |
| К В І Т Е Н Ь | 2        | «Нотр-Дам»                                               | Франція · Бельгія                 | Режисер: Валері Донзеллі; Продюсери: Аліса Жирард, Едуард Вейл; Сценарій: Валері Донзеллі, Бенджамін Шарбі; Актори: Булі Ланнерс, П'єр Деладоншам, Валері Донзеллі | комедія                                       | ArtHouse Traffic            | Прем'єру перенесено на невизначену дату  |
| К В І Т Е Н Ь | 2        | «Французька весна 2020. Фестиваль допрем'єрних показів»  | Франція                           | |                                               | ArtHouse Traffic            |                                          |
| К В І Т Е Н Ь | 9        | «Віваріум»                                               | США · Бельгія · Ірландія · Данія  | Режисер: Лоркан Фіннеган; Продюсери: Брендан Маккарті, Джон МакДоннелл; Сценарій: Гаррет Шенлі; Актори: Імоджен Путс, Джессі Айзенберг, Даніель Райан | детектив, фантастика                          | UFD                         |                                          |
| К В І Т Е Н Ь | 9        | «Герой СамСам»                                           | Франція                           | Режисер: Тангі де Кермель; Продюсери: Деміен Бруннер, Дідьє Бруннер, Гаетан Давид, Андре Лоджі; Сценарій: Валері Магіс, Жан Рено; Актори: Ісаак Лобе-Лебель, Ліор Шабба, Джеремі Превот | анімація, сімейний                            | Вольга Україна              |                                          |
| К В І Т Е Н Ь | 16       | «Лессі. Повернення додому»                               | Німеччина                         | Режисер: Ханно Олдердіссен; Продюсер: Хеннінг Фербер, Крістоф Фіссер; Сценарій: Яне Айнскоуг, Ерік Найт; Актори: Себастіан Беццель, Анна Марія Мюе, Ніко Марішка, Белла Бадінг, Маттіас Хабіх | пригоди                                       | Вольга Україна              |                                          |
| К В І Т Е Н Ь | 16       | «Джуді»                                                  | США · Велика Британія             | Режисер: Руперт Гулд; Продюсери: Давід Лівінгстон, Тобі Джеймс; Сценарій: Том Едж; Актори: Рене Зеллвегер, Руфус Сьюелл, Майкл Гембон | мюзикл                                        | MMD                         |                                          |
| К В І Т Е Н Ь | 16       | «Ненаситний»                                             | США · Мексика · Канада            | Режисер: Скотт Купер; Продюсери: Дж. Майлз Дейл, Гільєрмо дель Торо, Девід С. Гойер; Сценарій: C. Генрі Чайсон, Нік Антоска, Скотт Купер; Актори: Кері Рассел, Джессі Племонс, Грем Грін | жахи                                          | UFD                         |                                          |
| К В І Т Е Н Ь | 16       | «Про нескінченність»                                     | Швеція                            | Режисер: Рой Андерссон; Продюсери: Пернілла Сендстрем; Сценарій: Рой Андерссон; Актори: Леслі Лейхтвайс Бернарді, Анія Нова, Глорія Ормандлакі | драма                                         | Артхаус Трафік              |                                          |
| К В І Т Е Н Ь | 16       | «Казка старого мельника»                                 | Україна                           | Режисер: Олександр Ітигілов; Продюсери: Павло Грицак; Сценарій: Сергій Ухачевський; Актори: Анатолій Хостікоєв, Ада Роговцева, Олексій Богданович, Володимир Горянський, Наталія Сумська,Остап Ступка | фентезі                                       | UFD                         |                                          |
| К В І Т Е Н Ь | 23       | «Полювання»                                              | США                               | Режисер: Крейг Зобель; Продюсери: Джейсон Блум, Деймон Лінделоф; Сценарій: Нік Куз, Деймон Лінделоф; Актори: Емма Робертс, Джастін Хартлі, Бетті Гілпін, Гіларі Свонк | екшен-трилер, бойовик                         | B&H                         |                                          |
| К В І Т Е Н Ь | 23       | «Антебеллум»                                             | США                               | Режисери: Джерард Буш, Крістофер Ренц; Продюсери: Реймонд Менсфілд, Шон МакКітрік, Зев Форман, Джерард Буш, Крістофер Ренц, Лезлі Віллз; Сценарій: Джерард Буш, Крістофер Ренц; Актори: Джек Г'юстон, Габурі Сідібе, Йена Малоун | жахи                                          | UFD                         |                                          |
| К В І Т Е Н Ь | 23       | «Незвідані шляхи»                                        | США · Велика Британія · Швеція    | Режисер: Саллі Поттер; Продюсери: Крістофер Шеппард; Сценарій: Саллі Поттер; Актори: Сальма Гаєк, Лора Лінні, Ель Феннінг, Хав'єр Бардем | драма                                         | Вольга Україна              |                                          |
| К В І Т Е Н Ь | 23       | «Пофарбоване пташеня»                                    | Чехія · Словаччина · Україна      | Режисер: Вацлав Маргул; Продюсери: Вацлав Маргул; Сценарій: Вацлав Маргул; Актори: Петр Котлар, Стеллан Скашгорд, Удо Кір, Гарві Кейтель, Джуліан Сендс | драма                                         | Артхаус трафік              |                                          |
| К В І Т Е Н Ь | 23       | «Убивства з листівками»                                  | США · Велика Британія             | Режисер:Даніс Танович; Продюсери: Джеймс Паттерсон, Леопольдо Гут, Трейсі Едмондс, Пол Бренан, Анна Софія Мерк, Пітер Нельсон, Міріам Сегал; Сценарій: Тена Штівічич, Ліза Марклунд, Туве Альстердал, Еллен Браун Фурман, Ендрю Стерн; Актори: Фамке Янссен, Джеффрі Дін Морган, Куш Джамбо                                           | детектив, драма                               | UFD                         |                                          |
| К В І Т Е Н Ь | 24       | «Довгі ночі короткого метра»                             | Франція                           | |                                               | Arthouse Traffic            |                                          |
| К В І Т Е Н Ь | 25       | «Капітан Шаблезуб і Чарівний діамант»                    | Норвегія                          | Режисер: Расмус А. Сіверцен, Маріт Мум Аун; Продюсери: Ове Хейборг, Хайді Палм Сандберг, Ейрік Смідесанг Біт; Сценарій: Карстен Фулю; Актори: Кірре Хауген Сіднесс, Тронд Фауса Арвег, Іда Леонора Валестранд Ейке | анімація, пригоди, сімейний                   | Kinomania Film Distribution |                                          |
| К В І Т Е Н Ь | 30       | «Ліга домашніх тварин» / Pets United                     | Велика Британія · Німеччина · КНР | Режисер: Рейнхард Клосс; Продюсери: Рейнхард Клосс, Хуа Шэнь, Мінчжень Сан, Янь Сюнь; Сценарій: Рейнхард Клосс; Актори: Наталі Дормер, Едді Марсан, Джефф Баррелл | анімація, комедія, пригоди, сімейний          | Вольга Україна              |                                          |
| К В І Т Е Н Ь | 30       | «Генделик»                                               | Україна                           | Режисер: Тарас Дударь; Продюсери: Дмитро Овечкін, Юрій Будяк; Сценарій: Олександр Столяров; Актори: Владислав Мамчур, Людмила Загорська, Влад Нікітюк, Артем Єгоров, Максим Боряк, Єфросинія Мельник, Сергій Сипливий | драма, комедія                                | UFD                         |                                          |
| Т Р А В Е Н Ь | 7        | «Озеро диких гусей»                                      | КНР · Франція                     | Режисер: Дяо Інань; Продюсер: Ян Шень; Сценарій: Дяо Інань; Актори: Ху Ге, Квай Луньмей | кримінальна драма                             | ArtHouse Traffic            |                                          |
| Т Р А В Е Н Ь | 7        | «Таємничий сад»                                          | Велика Британія · Франція         | Режисер: Марк Манден; Продюсери: Девід Хейман, Розі Елісон; Сценарій: Джек Торн; Актори: Джулі Волтерс, Колін Ферт | драма                                         | Вольга Україна              |                                          |
| Т Р А В Е Н Ь | 7        | «Поза грою»                                              | США                               | Режисер: Гевін О'Коннор; Продюсери: Бен Аффлек, Марк Кьярді, Дженніфер Тодд, Гордон Грей, Раві Д. Грей, Гевін О'Коннор; Сценарій: Гевін О'Коннор, Бред Інглсбі; Актори: Бен Аффлек, Яніна Ґаванкар, Ал Мадрігал | спортивна драма                               |                             | Прем'єру перенесено на невизначену дату  |
| Т Р А В Е Н Ь | 7        | «Висока нота»                                            | США                               | Режисер: Ніша Ганатра; Продюсери: Тім Беван, Ерік Фелнер; Сценарій: Флора Грісон; Актори: Ice Cube, Едді Іззард, Білл Пуллман | комедійна драма                               |                             |                                          |
| Т Р А В Е Н Ь | 7        | «Агент Лев»                                              | Бельгія · Франція                 | Режисер: Людовик Кольбо-Юстін; Продюсери: Серж Хаят, Жан-Ів Робін, Марк Станірович; Сценарій: Олександр Кокель, Матьє Ле Нахур; Актори: Дені Бун, Філіп Катерина | комедія                                       | Kinomania Film Distribution | 09.07.2020                               |
| Т Р А В Е Н Ь | 14       | «Скубі-Ду»                                               | США                               | Режисер: Тоні Сервоне; Продюсери: Кріс Коламбус, Чарльз Ровен; Сценарій: Метт Ліберман; Актори: Зак Ефрон, Аманда Сейфрід, Маккенна Грейс | анімаційний фільм                             | Kinomania Film Distribution |                                          |
| Т Р А В Е Н Ь | 14       | «Історія Девіда Коперфілда»                              | Велика Британія · США             | Режисер: Армандо Януччі; Продюсери: Армандо Януччі, Кевін Лоадер; Сценарій: Армандо Януччі, Саймон Блеквелл; Актори: Пітер Капальді, Дев Пател, Тільда Свінтон | драмедія                                      |                             |                                          |
| Т Р А В Е Н Ь | 14       | «Жінка у вікні»                                          | США                               | Режисер: Джо Райт; Продюсери: Елі Буш, Скотт Рудін; Сценарій: Трейсі Леттс; Актори: Емі Адамс, Джуліанн Мур, Ваятт Расселл | психологічний трилер                          |                             | Прем'єру перенесено на невизначену дату. |
| Т Р А В Е Н Ь | 16       | «Чемпіони»                                               | Іспанія                           | Режисер: Хав'єр Фессер; Продюсери: Габріель Аріас-Сальгадо, Олександра Лебрет, Альваро Лонгорія, Луїс Мансо; Сценарій: Девід Маркес, Хав'єр Фессер; Актори: Хав'єр Гутьеррес, Хуан Маргальо, Луїза Гаваса | драмедія                                      |                             | 2 липня 2020                             |
| Т Р А В Е Н Ь | 21       | «Нічний патруль»                                         | Бельгія · Франція                 | Режисер: Анн Фонтен; Продюсери: Філіп Каркассон, Жан-Луї Ліві; Сценарій: Клер Барре, Анн Фонтен; Актори: Вірджинія Ефіра, Омар Сі | драма                                         |                             |                                          |
| Т Р А В Е Н Ь | 21       | «Пила: Спіраль»                                          | США                               | Режисер: Даррен Лінн Боусман; Продюсери: Орен Кулес, Марк Бург; Сценарій: Джош Столберг, Пітер Голдфінгер; Актори: Кріс Рок, Семюел Лірой Джексон, Макс Мінгелла, Марісоль Ніколс | жахи                                          |                             | Прем'єру перенесено на невизначену дату. |
| Т Р А В Е Н Ь | 28       | «Після сварки»                                           | США                               | Режисер: Роджер Кембл; Продюсери: Анна Тодд, Дженніфер Гібго, Марк Кантон, Кортні Соломон, Адам Шенкман; Сценарій: Анна Тодд, Маріо Селая; Актори: Гіро Файнс-Тіффін, Коул Спроус, Сельма Блер | кіноромантика                                 |                             |                                          |
| Т Р А В Е Н Ь | 28       | «Губка Боб: Втеча Губки»                                 | Південна Корея · США              | Режисер: Тім Хілл; Продюсери: Райан Харріс; Сценарій: Джонатан Айбель, Глен Бергерд, Тім Хілл; Актори: Том Кенні, Snoop Dogg, Дуг Лоуренс | кінокомедія, мультфільм                       |                             |                                          |
| Т Р А В Е Н Ь | 28       | «Артеміс Фаул                                            | США                               | Режисер: Кеннет Брана; Продюсери: Кеннет Брана, Роберт де Ніро; Сценарій: Майкл Голденберг, Конор Макферсон, Адам Клайн; Актори: Хонг Чау, Нонсо Анозі, Джош Ґад, Джуді Денч | наукове фентезі, пригодницький фільм, бойовик |                             | Прем'єру перенесено на невизначену дату. |
| Т Р А В Е Н Ь | 28       | » Перспективна дівчина"                                  | Велика Британія                   | Режисер: Емеральд Феннелл; Продюсери: Марго Роббі, Бен Браунінг, Емералд Феннелл, Марго Роббі, Том Екерлі, Джозі Макнамара, Ешлі Фокс; Сценарій: Емеральд Феннелл; Актори: Елісон Брі, Бо Бернем, Кері Малліган | чорний гумор, гостросюжетний фільм            |                             |                                          |
| Ч Е Р В Е Н Ь | 4        | «Тролі 2: Світове турне»                                 | США                               | Режисер: Волт Дорн; Продюсер: Джина Шей; Сценарій: Джонатан Ейбель, Глен Бергер, Елізабет Тіпед, Майя Форбс, Воллес Володарський; Актори: Рейчел Блум, Джастін Тімберлейк, Анна Кендрік | комп'ютерно-анімаційний, музичний, комедійний |                             |                                          |
| Ч Е Р В Е Н Ь | 4        | «Фабрика снів»                                           | Данія                             | Режисер: Кім Хаген Дженсен, Тонні Зінк; Продюсери: Анетт Іверсен, Солвейг Лангеланд, Петтер Ліндблад, Суніт Парех, Нінн Марі Селін Еднес; Сценарій: Гріндерслев Сорен Хансен, Кім Хейген Дженсен; Актори: Расмус Ботофт, Емілі Кройер Коппел, Міа Лердам                                                                              | анімація, пригоди, комедія                    |                             |                                          |
| Ч Е Р В Е Н Ь | 11       | «Грейхаунд»                                              | США                               | Режисер: Аарон Шнайдер; Продюсери: Гарі Гецмен, Том Генкс; Сценарій: Том Генкс; Актори: Том Генкс | бойовик, драма, історія                       |                             | Прем'єру перенесено на невизначену дату  |
| Ч Е Р В Е Н Ь | 11       | «Легенда про Зеленого лицаря»                            | США · Ірландія                    | Режисер: Девід Лоурі; Продюсери: Тобі Халбрукс, Джеймс М. Джонстон, Девід Лоуні, Тім Хедінгтон, Тереза Стіл Пейдж, Аарон Гілберт; Сценарій: Девід Лоурі; Актори: Дів Патель, Баррі Кіоган, Ральф Айнесон | фентезі                                       |                             |                                          |
| Ч Е Р В Е Н Ь | 11       | «Кендімен»                                               | США                               | Режисер: Нія Дакоста; Продюсери: Іен Купер, Він Розенфельд, Джордан Піл; Сценарій: Джордан Піл, Він Розенфельд, Нія Дакоста; Актори: Нейтан Стюарт-Джарет, Тейона Перріс, Яг'я Абдул-Матін II Слешер хорор |                                               |                             |                                          |
| Ч Е Р В Е Н Ь | 18       | «Русалка в Парижі»                                       | Франція                           | Режисер: Матіас Мальзіє; Продюсери: Себастьян Деллой, Грегоар Мелін; Сценарій: Стефан Ландовський, Матіас Мальзіє; Актори: Ніколя Дювошель | фентезі                                       |                             |                                          |
| Ч Е Р В Е Н Ь | 18       | «Душа»                                                   | США                               | Режисер: Піт Доктер; Продюсер: Дана Мюррей; Сценарій: Піт Доктер, Майк Джонс, Кемп Поверс, Тіна Фей; Актори: Джеймі Фокс, Тіна Фей, Анджела Бассетт | комедія, комп'ютерна анімація                 |                             |                                          |
| Ч Е Р В Е Н Ь | 25       | «Авангард»                                               | КНР                               | Режисер: Стенлі Тонг; Продюсери: Стенлі Тонг, Барбі Тунг; Сценарій: Стенлі Тонг; Актори: Джекі Чан | пригодницький драматичний шпигунський фільм   | Kinomania Film Distribution | 30.09.2020                               |
| Ч Е Р В Е Н Ь | 25       | Тиждень австрійського кіно                               | Австрія                           | |                                               |                             | Прем'єру перенесено на невизначену дату. |
| Ч Е Р В Е Н Ь | 25       | «Спільний проект Фокс/Марвел» / Untitled Fox/Marvel Film |                                   | |                                               |                             |                                          |

#### Жовтень— Грудень
| Прем'єра        | Прем'єра | Назва                        | Країна  | Творці й актори | Жанр                               | Дистр.           | Дж. |
| --------------- | -------- | ---------------------------- | ------- | --- | ---------------------------------- | ---------------- | --- |
| Ж О В Т Е Н Ь   | 1        | «Клаустрофоби: Новий рівень» | США     | Режисер: Вілл Вернер; Сценарій: Вілл Вернер; Актори: Кіган Аллен, Голланд Роден, Дензел Вітакер | фільм жахів                        | B&H              |     |
| Ж О В Т Е Н Ь   | 1        | «Сімейка бігфутів»           | ,       | Режисер: Бен Стассен, Джеремі Дегрусон ; Продюсери: Бен Стассен, Керолайн Ван Ізегем, Матьє Целлер; Сценарій: Кел Бранкер, Боб Барлен; Актори: Жуль Войцеховський, Грант Джордж, Роджер Крейг Сміт | анімаційна комедія                 | Вольга Україна   |     |
| Л И С Т О П А Д | 5        | «Атлантида»                  | Україна | Режисер: Валентин Васянович; Продюсери: Ія Мислицька, Володимир Яценко, Валентин Васянович; Сценарій: Валентин Васянович; Актори: Андрій Римарук, Людмила Білека, Василь Антоняк                   | драма                              | ArtHouse Traffic |     |
| Г Р У Д Е Н Ь   | 17       | «Вестсайдська історія»       | США     | Режисер: Стівен Спілберг; Продюсери: Крісті Макоско Крігер, Кевін Мак-Коллум, Стейсі Снайдер, Стівен Спілберг; Сценарій: Тоні Кушнер; Актори: Енсел Елгорт, Ріта Морено, Рейчел Зеглер             | драма, кримінал, романтика, мюзикл | UFD              |     |
| Г Р У Д Е Н Ь   | 24       | «Гуллівер повертається»      | Україна | Режисер: Ілля Максимов; Продюсери: Володимир Зеленський, Сергій Шефір, Борис Шефір, Андрій Яковлєв; Сценарій: Андрій Яковлєв, Володимир Зеленський; Актори:                                        | мультфільм, пригоди                | B&H              |     |
| Г Р У Д Е Н Ь   | 24       | «Безславні кріпаки»          | Україна | Режисер: Роман Перфільєв; Продюсери: Юрій Мінзянов, Дмитро Мінзянов; Сценарій: Роман Перфільєв; Актори: Роман Луцький, Сергій Стрельников, Яків Ткаченко, Ген Сето                                 | комедія, пригоди, екшн             | B&H              |     |

## Померли
| Місяць   | Дата | Ім'я                        | Вік | Національність  | Спеціальність                                                    | Відомі фільми |
| -------- | ---- | --------------------------- | --- | --------------- | ---------------------------------------------------------------- | --- |
| Січень   | 10   | Неда Арнеріч                | 66  | національність  | акторка                                                          | »Шафт в Африці« • »Кінець війни" • «Наташа»                                                                                        |
| Січень   | 11   | Стен Кірш                   | 51  | американець     | актор, сценарист, режисер                                        | »Друзі" |
| Січень   | 16   | Магда                       | 88  | єгиптянка       | акторка                                                          | «Дозвольте мені заспівати» • «Єгипетська історія»                                                                                  |
| Січень   | 21   | Террі Джонс                 | 77  | національність  | актор, сценарист, режисер, письменник, композитор                | »Динотопія" • «Хроніки молодого Індіани Джонса» • «Ерік – вікінг»                                                                  |
| Січень   | 28   | Агєєва Світлана Олексіївна  | 79  | росіянка        | акторка                                                          | »Я купив тата" • «Звільнення на берег» • «Операція «И» та інші пригоди Шурика» • «Російські баби» • «Парижани»                     |
| Січень   | 30   | Єрн Доннер                  | 86  | національність  | письменник, режисер, сценарист, продюсер, кінокритик, актор      | «Брудні історії» • «Листи зі Швеції» • «Президент»                                                                                 |
| Лютий    | 5    | Кірк Дуглас                 | 103 | національність  | актор, військовий, продюсер, режисер                             | «Чемпіон» • «Поганець і красуня» • «Пристрасть до життя» • «Сімпсони»                                                              |
| Лютий    | 7    | Неджміє Пагаруша            | 86  | албанка         | співачка, акторка                                                | «Криваве весілля в Македонії» • «Три оксамитових малини» • «Вбивці одружуються вночі»                                              |
| Лютий    | 17   | Георгій Шенгелая            | 82  | грузин          | кінорежисер, сценарист, актор                                    | »Піросмані" • «Подорож молодого композитора» • «Смерть Орфея»                                                                      |
| Березень | 6    | Девід Пол                   | 62  | американець     | актор, культурист                                                | »Природжені вбивці" • «Подвійні неприємності» • «Няньки»                                                                           |
| Березень | 8    | Макс фон Сюдов              | 90  | швед            | актор                                                            | »Гра престолів" • «Конан-варвар» • «Суддя Дредд» • «Перстень Нібелунгів» • «Острів проклятих»                                      |
| Березень | 8    | Милашенко Михайло Романович | 96  | українець       | кіно-, телережисер                                               | |
| Березень | 12   | Тоні Маршалл                | 68  | француженка     | акторка, кінорежисерка, сценаристка, продюсерка                  | »Не занадто набожна" • «Салон краси „Венера“» • «Номер перший»                                                                     |
| Березень | 20   | Ярослав Федоришин           | 64  | українець       | театральний діяч, режисер, актор                                 | |
| Березень | 23   | Лючія Бозе                  | 89  | італійка        | акторка                                                          | »Нема миру під оливами" • «Хроніка одного кохання» • «Метелло»                                                                     |
| Березень | 25   | Марк Блум                   | 69  | американець     | актор                                                            | »Моцарт у джунглях" • «Крокодил Данді»                                                                                             |
| Березень | 27   | Володимир Любомудров        | 80  | росіянин        | кінорежисер, сценарист                                           | »Перша кінна" • «Вклонись до землі» • «Шукай вітру...»                                                                             |
| Квітень  | 29   | Ірфан Хан                   | 53  | Індія           | актор                                                            | »Мільйонер з нетрів" • «Парк Юрського періоду» • «Нова Людина-павук»                                                               |
| Квітень  | 30   | Ріші Капур                  | 67  | Індія           | актор, продюсер, режисер                                         | »Мене звуть Клоун« • »Боббі" • «Капур і сини»                                                                                      |
| Травень  | 6    | Тетяна Паркіна              | 68  | СРСР, Росія     | акторка, співачка                                                | »Дочки-матері" • «Не можу сказати „прощавай“» • «Міміно»                                                                           |
| Травень  | 11   | Джеррі Стіллер              | 92  | США             | комік, актор, автор                                              | »Зразковий самець 2" • «Літачки: Рятувальний загін» • «Дівчина моїх кошмарів»                                                      |
| Червень  | 5    | Михайло Кокшенов            | 83  | росіянин        | актор, кінорежисер та сценарист                                  | «Варчина земля» • «Спортлото-82» • «На Дерибасівській гарна погода, або На Брайтон-Біч знову йдуть дощі»                           |
| Червень  | 19   | Ієн Голм                    | 88  | Велика Британія | театральний та кіноактор                                         | »Володар перснів" • «Хоббіт» • «П'ятий елемент» • «Чужий»                                                                          |
| Червень  | 29   | Карл Райнер                 | 98  | американець     | актор, режисер, продюсер, сценарист, письменник                  | »Одинадцять друзів Оушена" • «Мертві спідниць не носять» • «Людина з двома мозками»                                                |
| Червень  | 30   | Віктор Проскурін            | 68  | СРСР, Росія     | актор театру та кіно                                             | »Велика перерва" • «Вийти заміж за капітана» • «Пікова дама»                                                                       |
| Липень   | 31   | Алан Паркер                 | 76  | британець       | кінорежисер, письменник, продюсер                                | »Янгольське серце" • «Міссісіпі у вогні» • «Опівнічний експрес»                                                                    |
| Вересень | 7    | Микола Козій                | 79  | українець       | журналіст, диктор, актор дубляжу                                 | »Альф" • «Коломбо» • «Трансформери»                                                                                                |
| Жовтень  | 31   | Шон Коннері                 | 90  | шотландець      | кіноактор, продюсер                                              | »Убивство у «Східному експресі»" • «Недоторканні» • «Полювання за „Червоним Жовтнем“» • «Індіана Джонс і останній хрестовий похід» |
| Листопад | 6    | Борис Петер                 | 40  | _               | звукорежисер, режисер монтажу                                    | »Вулкан" • «В.Сильвестров» • «Стрімголов» • «Головна роль»                                                                         |
| Листопад | 7    | Юрій Мінзянов               | 64  | _               | кінопродюсер                                                     | »Моя мама — Снігуронька" • «Погані дороги» • «Безславні кріпаки» • «Порядна львівська пані»                                        |
| Листопад | 8    | Віктор Олендер              | 79  | _               | кінорежисер, документаліст                                       | »На прицілі ваш мозок" • «Війна чорної і білої магії» • «Костянтин Степанков. Спомини після життя»                                 |
| Листопад | 14   | Армен Джигарханян           | 85  | вірменин        | актор театру і кіно                                              | »Нові пригоди невловимих" • «Місце зустрічі змінити не можна» • «Здрастуйте, я ваша тітка!» • «Ширлі-мирлі»                        |
| Листопад | 17   | Роман Віктюк                | 84  | українець       | актор і режисер                                                  | »Фізрук" • «Батерфляй» • «Довга пам'ять»                                                                                           |
| Грудень  | 4    | Роллан Сергієнко            | 84  | _               | режисер                                                          | »Відкрий себе" • «Поріг» • «Дзвін Чорнобиля»                                                                                       |
| Грудень  | 9    | В'ячеслав Єзепов            | 79  | росіянин        | актор                                                            | »Ася" • «Ходіння по муках» • «Нехай він виступить»                                                                                 |
| Грудень  | 11   | Кім Кі Дук                  | 59  | кореєць         | сценарист, кінопродюсер, кінорежисер, монтажер, кіноактор, актор | »Весна, літо, осінь, зима... і знову весна" • «Натягнута тятива» • «Порожній будинок»                                              |
| Грудень  | 11   | Сюзанна Шаповалова          | 84  | українка        | кінорежисерка                                                    | «Ваш вихід, маестро!» • «Цирк та й годі» • «У мене всі діти чорні»                                                                 |
| Грудень  | 12   | Валентин Гафт               | 85  | росіянин        | актор                                                            | »Здрастуйте, я ваша тітка!" • «Чародії» • «Чорна курка, або Підземні жителі»                                                       |
| Грудень  | 21   | Олександр Курляндський      | 82  | росіянин        | сценарист                                                        | »Ну, постривай!" • «Повернення блудного папуги» • «Баба Яга проти!»                                                                |
| Грудень  | 27   | Вільям Лінк                 | 87  | американець     | телесценарист, продюсер                                          | »Коломбо" • «Вона написала вбивство» • «Меннікс»                                                                                   |

- 25 березня — Макарова Інна Володимирівна, радянська і російська акторка.
- 17 квітня — Уралова Євгенія Володимирівна, радянська, російська акторка.
- 22 квітня — Сосюра Володимир Володимирович, радянський, український редактор, кінодраматург.
- 7 травня — Тищенко Любов Григорівна, радянська і російська кіноакторка.
- 26 липня — Олівія де Гевіленд, американська акторка театру, кіно та телебачення.
- 16 серпня — Губенко Микола Миколайович, радянський і російський актор театру і кіно, кінорежисер і сценарист українського походження.
- 22 серпня — Янпавліс Вітольд Гнатович, радянський український кіноактор та режисер латвійського походження.
- 4 вересня — Анні Корді, бельгійська співачка та акторка.
- 10 вересня — Діана Рігг, британська акторка театру, кіно та телебачення.
- 20 вересня — Майкл Чепмен, американський кінооператор, режисер та актор.
- 22 вересня — Ячмінський Володимир Дмитрович, український актор, співак (тенор).
- 12 жовтня — Кончата Феррелл, американська акторка театру, кіно та телебачення.
- 20 жовтня — Скобцева Ірина Костянтинівна, радянська і російська акторка.
- 31 жовтня — Прокопенко В'ячеслав Васильович, радянський, український кінорежисер, сценарист.
- 2 листопада — Немченко Олександр Дмитрович, український актор кіно і драми.
- 1 грудня — Іванова Ніна Георгіївна, радянська російська акторка та сценаристка.
- 7 грудня — Гордон Олександр Віталійович, радянський і російський кінорежисер, сценарист і актор.
- 11 грудня — Іванов Микола Миколайович, радянський і російський актор театру та кіно.
- 22 грудня — Клод Брассер, французький актор.